# Zingiber squarrosum
Zingiber squarrosum là một loài thực vật có hoa trong họ Gừng. Loài này được William Roxburgh miêu tả khoa học đầu tiên năm 1810.

## Mẫu định danh
Zingiberaceae Resource Centre (ZRC) hiện tại chưa ghi nhận mẫu vật hoặc hình ảnh nào là holotype/lectotype. Mu Mu Aung (2016) viết rằng  lectotype sẽ được xem xét chỉ định trong số các mẫu vật của Roxburgh lưu giữ tại Cục Khảo sát Thực vật Ấn Độ tại Howrah, Tây Bengal (CAL), dựa theo các nghiên cứu danh pháp kế tiếp.

## Từ nguyên
Tính từ định danh squarrosum (giống đực: squarrosus, giống cái: squarrosa) là tiếng Latinh, nghĩa là dạng vảy; ở đây là để nói tới cành hoa bông thóc dạng vảy của loài này (...spikes squarrose...).

## Phân loại
Z. squarrosum thuộc về tổ Cryptanthium.

## Phân bố
Loài này có tại Ấn Độ (bang Arunachal Pradesh ở đông bắc Ấn Độ cũng như tại quần đảo Andaman và Nicobar), Myanmar. Môi trường sống là rừng lá sớm rụng ẩm ướt, những nơi ẩm thấp, bìa rừng. Hoa nở vào buổi trưa, với 2-3 hoa nở mỗi cụm.

## Mô tả
Cây thảo thân rễ lâu năm, cao 0,6-1(-2) m. Thân rễ vỏ màu nâu ánh vàng, ruột màu vàng kem, thơm. Rễ dạng củ, mọng nhưng không có củ. Thân lá thẳng đứng hoặc uốn ngược đáng kể, thon búp măng, đà, màu đỏ sẫm phía dưới, màu xanh lục phía trên, ẩn hoàn toàn trong các bẹ lá. Cuống lá từ không có tới dài 2 cm. Lá 7-10 cặp, xếp thành 2 dãy; phiến lá thuôn dài-hình mác, 25-30(-50) × 7,5-10(-15) cm, mặt trên nhẵn nhụi, mặt dưới hơi có lông nhung, đáy hình nêm hoặc thon nhỏ dần, đỉnh nhọn tới nhọn thon, gân giữa phình to ở đáy. Lưỡi bẹ 2 thùy, thường dài ~1 cm nhưng dài nhất tới 3,5 cm, nhọn thon, hình ống, dạng màng, màu trắng ánh xanh lục. Cụm hoa mọc từ thân rễ, phủ phục. Cuống cụm hoa rất ngắn, mọc từ sát gốc thân, khoảng 3/4 ẩn trong lòng đất; bẹ hình trứng tới hình trứng rộng. Cành hoa bông thóc hình trứng tới gần hình cầu, xếp lợp từ lỏng lẻo đến kết đặc, dài 5-8 cm. Lá bắc nhiều, màu xanh lục, hình mác thẳng, dạng vảy, dài 4-6 cm, rộng 1-2 cm, màu xanh lục với màu ánh hồng nhạt về phía đỉnh, xếp lợp, đỉnh có móc, có lông tơ về phía đỉnh. Lá bắc con hình mác, 3 thùy, màu ánh trắng về phía đáy, dài ~3 cm, rộng ~0,6 cm, có lông tơ. Hoa khá lớn, màu trắng, không mùi, dài ~4,5 cm. Đài hoa hình ống, dài ~2,4 cm, có răng ngắn, chẻ một bên. Ống tràng thanh mảnh, dài ~2,4-2,5 cm, màu hồng nhạt tới trắng về phía đáy. Thùy tràng hoa 3; thùy tràng lưng hình trứng-hình mác, ~3 × 1,2 cm, nhọn, màu trắng trong mờ tại đáy, màu hồng ở đỉnh, hình thuyền; các thùy tràng bên ~2,7 × 0,7 cm, màu như thùy tràng lưng, uốn ngược, hợp sinh ở đáy với mặt bụng cánh môi ở ~1,2 cm tính từ đỉnh. Cánh môi 3 thùy, màu hỗn hợp lốm đốm của trắng ánh vàng hay vàng với tía, đỏ về phía đỉnh; thùy giữa hình trứng, nhẵn nhụi, ngắn hơn thùy tràng hoa, ~2,5 × 1,5 cm, đỉnh hơi chẻ đôi, khía răng cưa hay khía tai bèo ở đỉnh, mép hơi gợn sóng và cong xuống; 2 thùy bên (nhị lép bên) ở đáy tỏa rộng, nhỏ, ngắn, ~2 × 0,6 cm, thuôn tròn, màu đỏ với đốm trắng, hợp sinh với thùy giữa cánh môi. Nhị dài gần bằng cánh môi, màu vàng nhạt ở đáy và màu đỏ ánh hồng về phía đỉnh; chỉ nhị ngắn; bao phấn gần như không cuống, màu vàng nhạt, dài ~2,2 cm; mào dài ~0,7 cm; phần phụ liên kết dài ~1,5 cm; mô vỏ song song. Bầu nhụy có lông nhung, 3 ngăn, ~3 × 2 mm, nhiều noãn đính trụ. Vòi nhụy hình chỉ; đầu nhụy màu trắng, lỗ nhỏ hình tròn có lông cứng bao quanh; tuyến trên bầu dài ~4 mm, thẳng. Quả nang có cuống ngắn, màu từ xanh lục tới đỏ, hình trứng, hình nón, 3 ngăn, 3 mảnh vỏ, mở từ đỉnh, mặt trong các ngăn màu đỏ tươi khi còn tươi. Quả khô dài 6-7,5 cm, đường kính 2-2,5 cm. Hạt nhiều, màu đỏ sẫm, thuôn dài, có áo hạt, xếp thành 2 dãy, gắn vào gờ trong vách ngăn. Áo hạt màu trắng, mọng, xé rách, che phủ toàn bộ. Ngoại nhũ tương ứng với hạt. Noãn hoàng che phủ mọi phần của phôi, hình chùy, dài như hạt.

## Lưu ý
Mu Mu Aung (2016) cho rằng Z. squarrosum Wight, 1853 là loài này. Tuy nhiên, năm 1861Gc thì George Henry Kendrick Thwaites đã mô tả loài Z. wightianum dựa theo hình vẽ tại tab. 2204 của Robert Wight và ghi rõ là [hầu như] không Roxb. (vix Roxb.); và điều này được ghi nhận tiếp trong Baker (1892) và Schumann (1904).